# Günther Noack
Günther Noack (* 24. Dezember 1912 in Budapest; † 3. Mai 1991 in Biberach an der Riß) war ein deutscher Eiskunstläufer, der im Paarlauf startete.
Gemeinsam mit Inge Koch wurde Noack in den Jahren 1937 und 1938 deutscher Vizemeister im Paarlauf. Sein internationales Debüt hatte das Paar 1937, wo es sich erst bei der Europameisterschaft und dann bei der Weltmeisterschaft auf dem fünften Rang platzierte. In den Jahren 1938 und 1939 gewannen Noack und Koch sowohl bei den Europameisterschaften in St. Moritz und in Davos, wie auch bei den Weltmeisterschaften in Berlin und in Budapest, die Bronzemedaille hinter ihren Landsleuten Maxi Herber und Ernst Baier und den Österreichern Ilse und Erik Pausin. Da letztere 1939 für das Deutsche Reich starteten, waren Noack und Koch Teil des einzigen gesamtdeutschen Podiums bei Eiskunstlaufweltmeisterschaften.
In den Kriegsjahren 1941 bis 1943 trat Noack mit Gerda Strauch bei den deutschen Meisterschaften an. 1941 belegten sie den dritten Platz und 1942 und 1943 wurden sie deutsche Meister.

## Ergebnisse

### Paarlauf
(mit Inge Koch)
| Wettbewerb / Jahr        | 1937 | 1938 | 1939 | 1940 | 1941 | 1942 | 1943 |
| ------------------------ | ---- | ---- | ---- | ---- | ---- | ---- | ---- |
| Weltmeisterschaften      | 5.   | 3.   | 3.   |      |      |      |      |
| Europameisterschaften    | 5.   | 3.   | 3.   |      |      |      |      |
| Deutsche Meisterschaften | 2.   | 2.   |      |      | 3.*  | 1.*  | 1.*  |

* mit Gerda Strauch